# De Gats
De Gats (een gats zijnde een steegje in het Roermonds dialect) is een steeg in het centrum van de stad Roermond. De straat loopt van het centrum van Roermond via de Marktstraat naar de Roerkade. Halverwege wordt De Spiesengats (zoals De Gats in oude tijden ook genoemd werd) gescheiden door een ijzeren hek. De Gats kan aan beide uiteindes ook gesloten worden.
De Gats is alleen toegankelijk voor voetgangers. De naam Gats is afgeleid van "gas", wat een oude benaming is voor een straat of een steeg.

## Geschiedenis
De Gats werd gebouwd na de stadsbranden van 1665 in Roermond. Om een nog groter slachtofferaantal te voorkomen, werden zogeheten "gatsen" gebouwd, waarvan De Gats de voornaamste en bekendste is.
De Gats grensde rond 1600 aan de zuidelijke kant van stadsherberg Het Hertshoirn.
Tot aan 2012 was De Gats vrijwel onzichtbaar, door een grote, houten poort. In 2012 werd besloten er een ijzeren hek in te plaatsen, waardoor De Gats weer enigszins zichtbaar werd.
In 2016 wilden enkele ondernemers De Gats volledig open hebben, maar dit kregen ze er niet door bij de gemeente en bij de bewoners van De Gats.
In 2019 werd De Gats – evenals andere, oude Roermondse straten – gerenoveerd.

## Heden
Anno 2021 waren er nog steeds appartementen gevestigd in De Gats, en was De Gats nog steeds in trek bij toeristen in Roermond.